# Kaleen

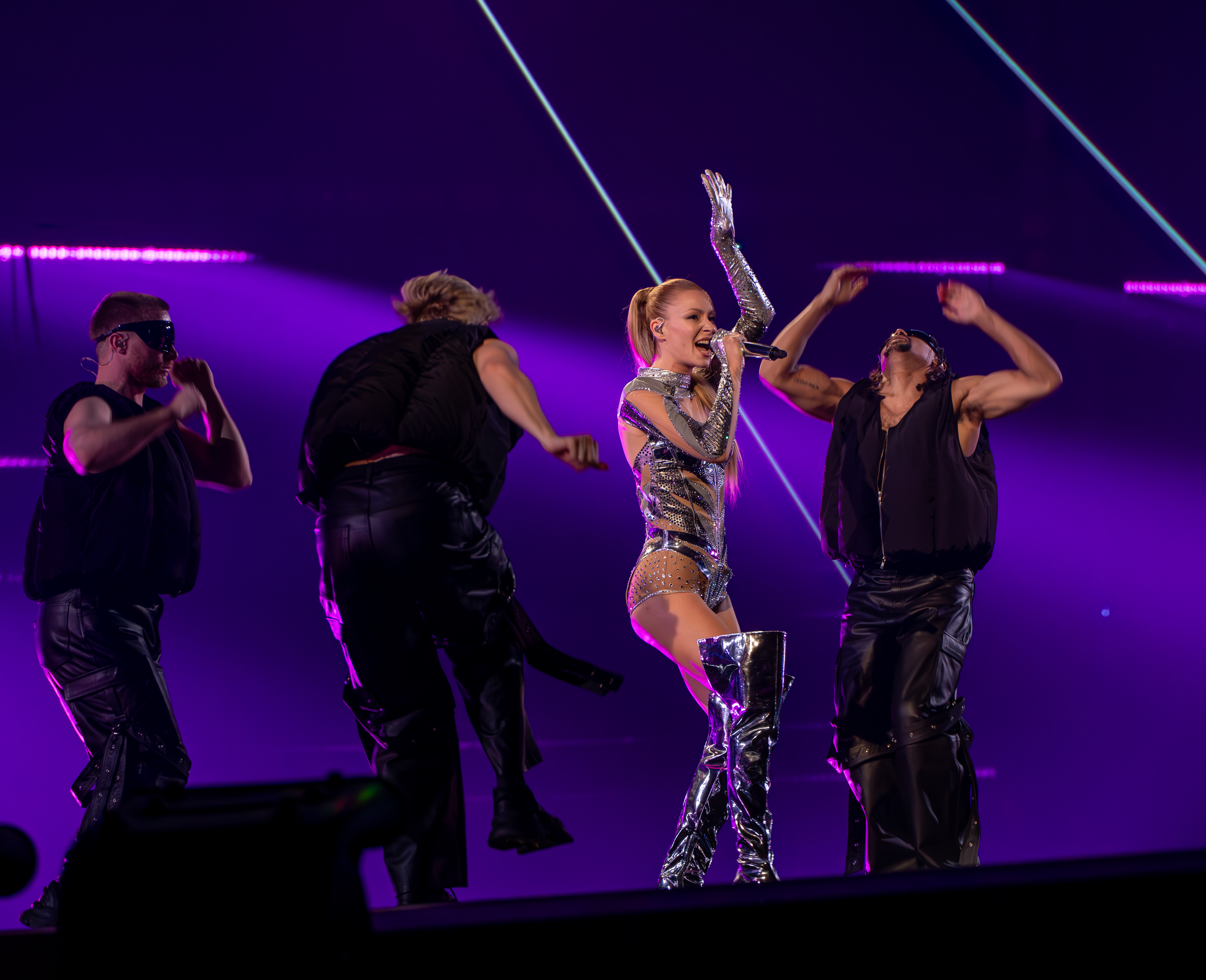
Kaleen podczas próby generalnej finału 68. Konkursu Piosenki Eurowizji

Kaleen właśc. Marie-Sophie Kreissl (ur. 12 listopada 1994 w Wels) – austriacka piosenkarka, tancerka i choreografka. Reprezentantka Austrii w 68. Konkursie Piosenki Eurowizji (2024).

## Życiorys
W 2014 wraz ze swoim partnerem tanecznym wzięła udział w niemieckim talent show Got to Dance, gdzie dotarła do finału.
W 2018 rozpoczęła współpracę z różnymi krajami przy Konkursie Piosenki Eurowizji oraz Konkursie Piosenki Eurowizji Junior, gdzie pełniła funkcje dyrektorki kreatywnej m.in. w występie Hiszpanii i Bułgarii podczas 19. Konkursu Piosenki Eurowizji Junior (2021). W 2023 pomagała również Armenii, Gruzji i Niemcom przy występach podczas 67. Konkursu Piosenki Eurowizji (2023).
W 2023 wydała swój debiutancki album Stripping Feelings. 16 stycznia 2024 ogłoszono, że została wybrana wewnętrznie na reprezentantkę Austrii w Konkursie Piosenki Eurowizji 2024 przez austriackiego nadawcę Österreichischer Rundfunk (ORF). 1 marca wydano konkursową piosenkę „We Will Rave”, a teledysk do utworu ukazał się 4 marca. 9 maja pomyślnie zakwalifikowała się do finału konkursu. 11 maja wystąpiła jako dwudziesta szósta w kolejności startowej i zajęła 24. miejsce zdobywszy 24 punkty, w tym 19 pkt od jury (20. miejsce) oraz 5 pkt od widzów (23. miejsce).

## Dyskografia

### Albumy
| Rok  | Dane dot. minialbumu                                                                                          |
| ---- | --- |
| 2023 | Stripping Feelings - Wydany: 22 września 2023 - Wytwórnia: Wifi Records - Format: Digital download, streaming |

### Single
| Rok  | Tytuł                       | Album              |
| ---- | --------------------------- | ------------------ |
| 2021 | „Too Good to Not”           | –                  |
| 2021 | „Don't Wanna Leave You Now” | –                  |
| 2022 | „Games”                     | –                  |
| 2022 | „Put You Down”              | –                  |
| 2023 | „What It Feels”             | Stripping Feelings |
| 2023 | „Stripping Feelings”        | Stripping Feelings |
| 2023 | „Taking Chances”            | Stripping Feelings |
| 2024 | „We Will Rave”              | –                  |
| 2024 | „It Feels So Good”          | –                  |
| 2025 | „Knocking on Heaven’s Door” | –                  |
| 2025 | „Heart In Stereo”           |                    |